# София Саксонская
Принцесса София Саксонская (нем. Sophie von Sachsen, 15 марта 1845 — 9 марта 1867) — саксонская принцесса из династии Веттинов, дочь короля Саксонии Иоганна I и баварской принцессы Амалии Августы, супруга герцога Баварии Карла Теодора.

## Биография
София родилась 15 марта 1845 года в Дрездене. Она была девятым ребёнком и шестой дочерью в семье саксонского кронпринца Иоганна и его жены Амалии Августы Баварской. Девочка имела трех старших братьев и пятеро сестер.
Отец, после смерти старшего брата Фридриха Августа II в 1854 году, стал королём Саксонии .

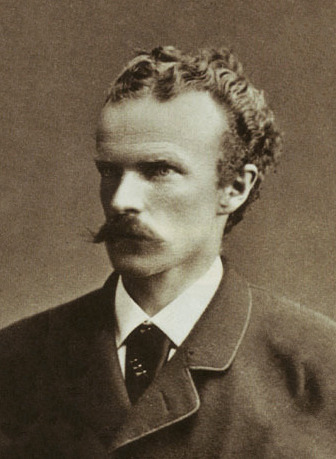
Карл Теодор Баварский.

11 февраля 1865 года в Дрездене 19-летняя София вышла замуж за своего кузена, 25-летнего Карла Теодора Баварского, младшего брата императрицы Сисси. Через десять месяцев, на Рождество у супругов родилась дочь:
- Амалия Мария (1865—1912) — жена герцога Урахского Вильгельма, имела девятерых детей.

У Софии было слабое здоровье, во время родов были проблемы с дыханием. Это привело к длительной физической слабости. В следующем году её муж принял участие в Австро-Прусской войне. Во время его отсутствия состояние герцогини ухудшилось. Впоследствии наступали моменты улучшения, однако в марте 1867 года она умерла от инфекции гриппа, немного не дожив до своего 22 дня рождения. Врачи ничем помочь не смогли. Похоронили Софию во внутреннем склепе баварской герцогской семьи в аббатстве Тегернзее.
Карл Теодор долго не мог успокоиться после потери жены. Он не мог смириться с тем, что бессилен освободить близких от физических недугов. Положив воспитания дочери на мать Людовику, герцог посвятил себя изучению медицины.
В 1872 году он стал дипломированным доктором. Впоследствии, по профилю своей практики Карл Теодор выбрал офтальмологию и открыл клинику в собственном дворце. Вторая жена, которой в 1874 году стала Мария Жозе Португальская, всячески поддерживала его и даже ассистировала при операциях.
Свою старшую дочь от второго брака герцог назвал Софией.